# Aeroporto di São José do Rio Preto
L'aeroporto Statale Professor Eribelto Manoel Reino (in portoghese Aeroporto Estadual Professor Eribelto Manoel Reino) è un aeroporto brasiliano che serve la città di São José do Rio Preto, nello stato di San Paolo.

## Storia
Sull'area dove sorge l'attuale aeroporto l'8 luglio 1939 fu inaugurato un campo d'aviazione.
Il 19 marzo 1959 fu inaugurato l'attuale aeroporto. Nel giugno 1999 è stato inaugurato un nuovo terminal passeggeri. Tra il 2014 ed il 2017 sono stati realizzati nuovi lavori che hanno ingrandito lo scalo.